# Wilhelm Weber (Politiker, 1832)
Wilhelm Weber (* 25. Februar 1832 in Berlin; † 18. Oktober 1899 ebenda) war ein deutscher Jurist, Politiker (DFP, später NLP), von 1865 bis 1872 Oberbürgermeister der Stadt Gera und 1866 bis 1871 Mitglied des Landtags des Fürstentums Reuß jüngerer Linie.

## Leben
Weber besuchte in Berlin die städtische Gewerbeschule, studierte danach an der juristischen Fakultät der Berliner Universität und erhielt später eine Anstellung am königlich preußischen Stadtgericht in Berlin.
Da ihm aufgrund seines Engagements für die Deutsche Fortschrittspartei eine Beförderung im Staatsdienst verwehrt blieb, bewarb er sich auf die ausgeschriebene Stelle des Oberbürgermeisters in Gera und wurde am 15. September 1865 für sechs Jahre gewählt. Er reformierte die Stadtverwaltung grundlegend und schuf damit die Grundlage für die äußerst positive Entwicklung der Stadt. 1869 war er Mitbegründer des Thüringischen Städtebundes und 1870 des Vereins zur Hebung und Vertretung des Gewerbestandes. Wilhelm Weber wurde 1871 wieder zum Oberbürgermeister gewählt, legte jedoch 1872 sein Amt nieder, um eine Anstellung als Syndikus am Berliner Bankhaus S. Bleichröder anzunehmen. Dies war der Beginn eines steilen beruflichen Aufstieges. Er starb als Millionär in Berlin-Steglitz.

## Nachleben
1924 wurde in der nördlichen Innenstadt von Gera die Wohnanlage Wilhelm-Weber-Hof errichtet und nach dem ehemaligen Oberbürgermeister benannt (1960 bis 1991 Hans-Beimler-Straße).